# B' Katīgoria 1961-1962
La B' Katīgoria 1961-1962 fu l'8ª edizione della B' Katīgoria; vide la vittoria finale del Panellinios Limassol.

## Stagione

### Novità
L'EN.A.O., vincitrice della precedente stagione, non si iscrisse; si iscrissero due nuovi club, cioè Kaϊtzák Nicosia e Keravnos Strovolos; tenendo conto del fatto che nella precedente stagione non erano prevista né promozioni, né retrocessioni, il numero di squadre passò da nove a dieci.

### Formula
Le squadre partecipanti erano divisi in tre gruppi, su base geografica. In ogni girone le squadre si incontravano in turni di andata e ritorno; erano assegnati tre punti per la vittoria, due per il pareggio e uno per la sconfitta. I tre vincitori dei tre gironi effettuavano un girone di play-off con gare di andata e ritorno; il vincitore veniva ammesso allo spareggio contro la penultima classificata della A' Katīgoria 1961-1962, con gare di andata e ritorno. In caso di parità si teneva conto del quoziente reti.

## Girone 1
Squadre rappresentanti città appartenenti ai distretti di Nicosia  e Kyrenia. Non è nota la classifica finale né le partite disputate, ma solo le squadre partecipanti e la vincitrice.

### Squadre partecipanti
| Club               | Città     | Stadio             |
| ------------------ | --------- | ------------------ |
| Kaϊtzák Nicosia    | Nicosia   | Vecchio Stadio GSP |
| Keravnos Strovolos | Strovolos | Keravnos Stadium   |
| PAEEK Kerynias     | Kyrenia   | GS Praxandros      |

Vincitore: Keravnos Strovolos

## Girone 2
Squadre rappresentanti città appartenenti ai distretti di Pafo e Limassol. Non è nota la classifica finale né le partite disputate, ma solo le squadre partecipanti e la vincitrice.

### Squadre partecipanti
| Club                      | Città    | Stadio     |
| ------------------------- | -------- | ---------- |
| Amathus Limassol          | Limassol | Stadio GSO |
| APOP Paphou               | Pafo     | Stadio GSK |
| Ethnikos Asteras Limassol | Limassol | Stadio GSO |
| Panellinios Limassol      | Limassol | Stadio GSO |

Vincitore: Panellinios Limassol

## Girone 3
Squadre rappresentanti città appartenenti ai distretti di Famagosta e Laranca. Non è nota la classifica finale né le partite disputate, ma solo le squadre partecipanti e la vincitrice.

### Squadre partecipanti
| Club               | Città     | Stadio             |
| ------------------ | --------- | ------------------ |
| AEK Famagosta      | Famagosta | Stadio GSE         |
| Anagennīsī Larnaca | Larnaca   | Vecchio Stadio GSZ |
| Othellos Famagosta | Famagosta | Stadio GSE         |

- Othellos Famagosta
- Anagennīsī Larnaca

Vincitore: Anagennīsī Larnaca

## Girone promozione

### Classifica
|  | Pos. | Squadra              | Pt | G | V | N | P | GF | GS | DR  |
|  | ---- | -------------------- | -- | - | - | - | - | -- | -- | --- |
|  | 1.   | Panellinios Limassol | 10 | 4 | 3 | 0 | 1 | 20 | 7  | +13 |
|  | 2.   | Keravnos Strovolos   | 10 | 4 | 3 | 0 | 1 | 15 | 8  | +7  |
|  | 3.   | Anagennīsī Larnaca   | 4  | 4 | 0 | 0 | 4 | 4  | 24 | -20 |

### Risultati

#### Tabellone
|                           | PAN | EKS | ANG |
| Panellinios Limassol      |     | 2-3 | 5-2 |
| Enosis-Keravnos Strovolou | 2-4 |     | 8-2 |
| Anagennisi Larnacas       | 0-9 | 0-2 |     |

### Verdetti
- Panellinios Limassol ammesso allo Spareggio promozione, in seguito perso.